# Codex Marchalianus

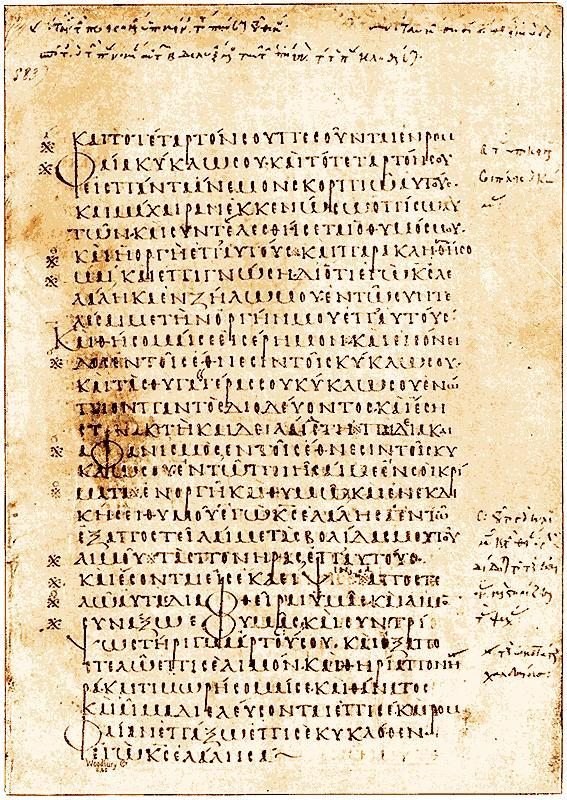
Pagina del codice con il testo di Ez 5:12-17

Codex Marchalianus designato dalla sigla Q è un manoscritto greco del VI secolo della versione greca della Bibbia ebraica (Tanakh o Antico Testamento) conosciuta come la Settanta. Il testo è stato scritto su pergamena in maiuscola alessandrina, scrittura che, secondo Cavallo, si sarebbe sviluppata a partire da classi stilistiche di II-III secolo d.C., in ambito greco-copto, per raggiungere la sua canonizzazione durante l’età di Atanasio. Paleograficamente è stato assegnato al VI secolo.
Il suo nome deriva da un ex proprietario René Marchal.

## Descrizione
Esso contiene il testo delle Dodici Profeti, libro di Isaia, Libro di Geremia con Baruch, Lamentazioni, Lettera, Libro di Ezechiele, libro di Daniele, con Susanna e Bel.